# Martim Soares Moreno
Martim Soares Moreno   (Santiago do Cacém, c. 1586 - Regne de Portugal, segle XVII (>1648)) va ser un militar que va defensar els interessos del Regne de Portugal a la colònia del Brasil. És considerat el fundador de l'actual estat de Ceará.

## Biografia

### Joventut
Martim Soares Moreno va néixer enl 1586 (o potser el 1585) a la ciutat de Santiago do Cacém a Portugal. Era fill de Martim de Loures Moreno i Paula Ferreira Soares. Va participar de l'expedició de Pero Coelho de Sousa a Ceará el 1603, on va aprendre la llengua i els costums dels nadius, i va acabar convertint-se en, anys més tard (1612), en el virtual fundador d'aquella capitania. En el marge dret de la desembocadura del riu Ceará, amb l'ajuda dels seus soldats i d'indis potiguaras, va construir el fortí de Sant Sebastià i una ermita dedicada a la Mare de Déu d'Empar.
Va tenir una gran relació amb els potiguaras, al punt que Jacaúna, el seu cacic, el tenia com un fill adoptiu.

### Capità major de Ceará

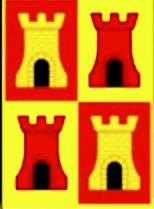
Bandera de l'expedició de Martim Soares Moreno

El mateix any va participar d'una operació de reconeixement a Maranhão, ocupat per la colònia de França Equinoccial, que havia revoltat els nadius del territori. A la tornada, però, el seu vaixell va ser empès pels vents cap a les Antilles i va haver de fer cap a la península Ibèrica. El 1615, nomenat capità, va tornar a Maranhão, junt amb un reforç de 900 homes, que va fer possible l'expulsió definitiva dels francesos i la captura de la ciutat de São Luís. L'any 1616 va ser capturat a alta mar per un vaixell corsari francès, després d'una violenta batalla, que el va deixar greument ferit, perdent una mà i rebent un tall a la cara. Al vaixell corsari va ser reconegut per antics colons equinoccials i va ser detingut. En arribar a França, va ser jutjat i empresonat a Dieppe, sentenciat a mort. Va ser alliberat i repatriat a Portugal el 1618, gràcies a negociacions diplomàtiques. L'any 1619, el rei Felip III va entregar-li la capitania de Ceará per un període de 10 anys, en consideració als serveis prestats.
De tornada al Brasil, el 1624 i 1625, va repel·lir els atacs dels vaixells neerlandesos. El 1630 els neerlandesos van envair Pernambuco, on van crear la colònia de Nova Holanda. Martim Soares va cedir la capitania al seu nebot, Domingos da Veiga, i va sortir de Ceará amb uns quants indígenes i soldats portuguesos, arribant a Arraial do Bom Jesus el juny de 1631. En la fase inicial dels combats, va participar en el bloqueig de les forces holandeses estacionades a Recife i Olinda. Sempre va destacar com a lluitador i intèrpret amb els indis. Els anys següents, va participar en la defensa de Paraíba i Cunhaú (a la capitania de Rio Grande).

### Darrers anys

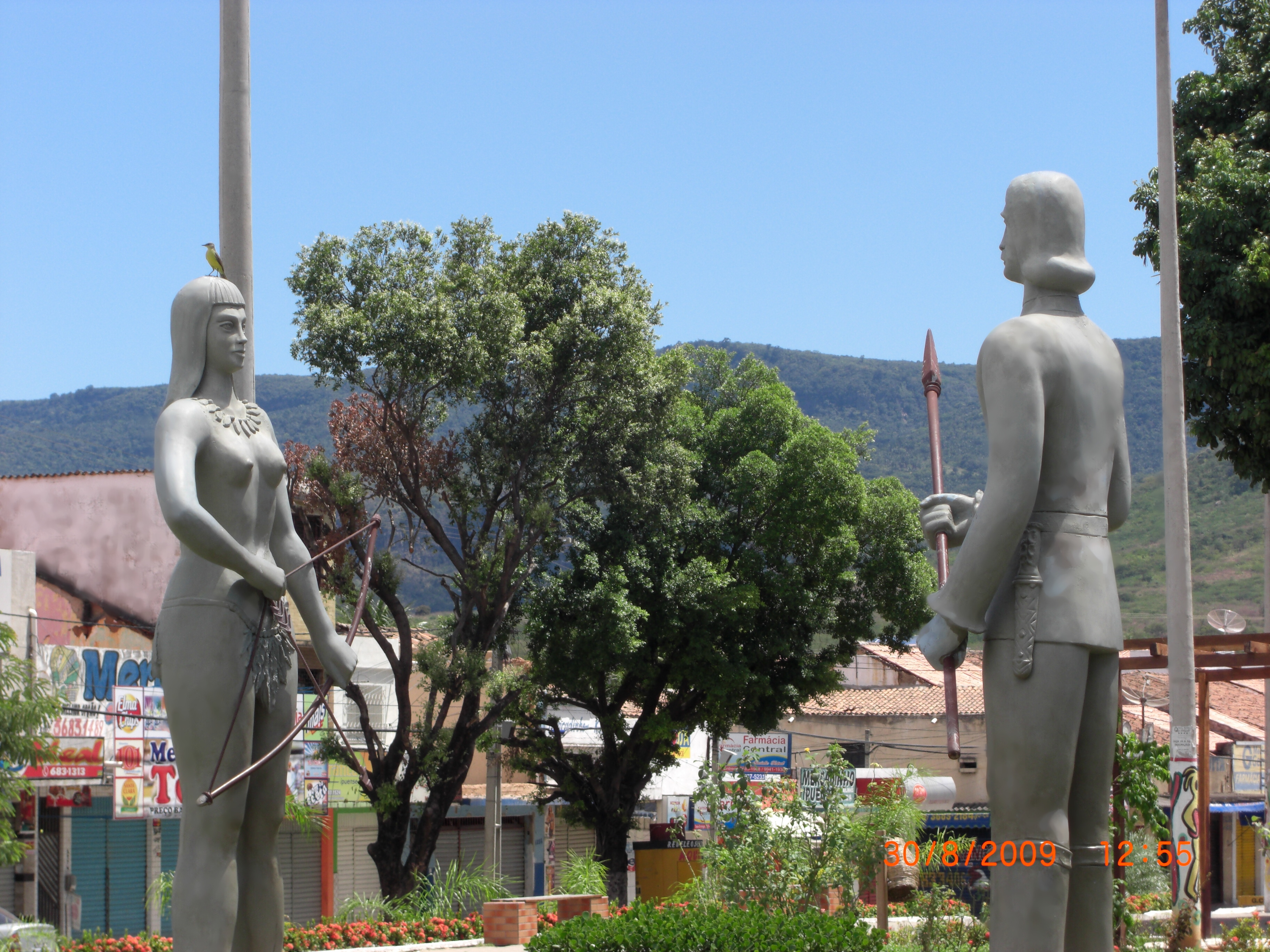
Estàtues d'Iracema i Martim a Ipú (Ceará).

El 1640, es va signar una treva entre Portugal i els Països Baixos. Tanmateix, l'any 1645, Martim Soares Moreno va participar en el moviment clandestí que va culminar amb la guerra de restauració brasilera. Va tornar definitivament a Portugal l'any 1648, als 62 anys, després de rebre el rang de mestre de camp.

## Condecoracions i homenatges
Va ser nomenat cavaller de l'orde de Santiago de l'Espasa.
José Martiniano de Alencar va triar Soares Moreno per encarnar el personatge de Martim, l'amant de la protagonista de la seva novel·la Iracema (1865).
L'any 2018 el seu nom va ser inscrit en el Llibre d'Acer dels herois nacionals del Brasil dipositat en el Panteó de la Pàtria i de la Llibertat Tancredo Neves.